# Keji (Ungaran Barat)
Keji is een bestuurslaag in het regentschap Semarang van de provincie Midden-Java, Indonesië. Keji telt 2234 inwoners (volkstelling 2010).